# Grainville-Langannerie
Grainville-Langannerie (ɡʁɛ̃.vil.lɑ̃.ɡan.ʁiⓘ) es una población y comuna francesa, situada en la región de Baja Normandía, departamento de Calvados, en el distrito de Caen y cantón de Bretteville-sur-Laize.

## Demografía
| 466 | 531 | 539 | 498 | 466 | 522 |
| Para los censos de 1962 a 1999 la población legal corresponde a la población sin duplicidades (Fuente: INSEE [Consultar]) |     |     |     |     |     |